# Pius Riana Prapdi

Pius Riana Prapdi, né le 5 mai 1967 à Paniai, est un prélat indonésien, évêque du diocèse de Ketapang en Indonésie depuis 2012.

## Biographie
Pius Riana Prapdi est né dans la province de Papouasie mais a grandi dans la province du Territoire spécial de Yogyakarta. Après des études au séminaire de Mertoyudan (id), il est ordonné prêtre pour l'archidiocèse de Semarang le 8 juillet 1995. 
En même temps que ces missions pastorales, il poursuit des études de théologie à Yogyakarta; il prend aussi la direction du réseau Caritas Internationalis pour son diocèse.
En 2008, Ignatius Suharyo Hardjoatmodjo, alors archevêque de Semarang le nomme vicaire général du diocèse. 
À la suite de la nomination de Ignatius Suharyo Hardjoatmodjo à Jakarta le pape Benoît XVI le nomme administrateur apostolique jusqu'au 7 janvier 2011, date de l'installation comme archevêque de Semarang de Johanes Maria Pujasumarta lui-même ancien vicaire général de l'archidiocèse.

## Évêque
Il est nommé évêque de Ketapang le 25 juin 2012 et il reçoit l'ordination épiscopale le 9 septembre suivant des mains de son prédécesseur Blasius Pujaraharja.